# Fonogrammi
Fonogrammi is een compositie van Krzysztof Penderecki.
Het werk behoort in het genre avant-gardemuziek, de stijl waar Penderecki in schreef in de jaren zestig. Het werk, wellicht een vingeroefening voor de componist zelf, is geschreven voor een ensemble in ongebruikelijke samenstelling:
- dwarsfluit (solo, ook piccolo, altfluit en basfluit indien nodig)
- 4 man/vrouw percussie
- celesta of klavecimbel of harmonium en piano
- zes violen, 4 altviolen, 2 celli en 1 contrabas

Het stuk begint bij de percussionisten met gong en bekkens. Daarna volgt het klavecimbel als soloinstrument, vervolgens spelen de strijkinstrumenten. Pas na glissandi en pizzicato in de strijkersgroep komt de echte solist in beeld, de fluitist. Na diens cadens pakken de begeleiders de muziek weer op, het stuk eindigt in de laatste maten met een pianissimo solo in het lage register van de fluit. Schott Music omschreef het als klankkleuroefening met microtonaliteit. 
De première van dit werk vond plaats in Venetië, tijdens de Biënnale van Venetië op 24 april 1961. Solist Stanislaw Marona speelde het begeleid door het Kamerorkest van Krákow onder leiding van Andrzej Markowski.